# Teresa Wojnowska
Teresa Wojnowska (ur. 24 grudnia 1932) – polska profesor agronom i nauczyciel akademicki.

## Życiorys
Od 1952 roku uczyła w powiecie braniewskim. Została żoną Edmunda Wojnowskiego. Była wieloletnim pracownikiem naukowym Akademii Rolniczo-Technicznej (ART) w Olsztynie, na bazie której powstał 1 września 1999 Uniwersytet Warmińsko-Mazurski w Olsztynie (UWM). Uczyła także chemii w II Liceum Ogólnokształcącym im. Konstantego Ildefonsa Gałczyńskiego oraz od 1970 roku w III Liceum Ogólnokształcącym im. Mikołaja Kopernika w Olsztynie.
Profesorem nauk rolniczych (specjalność chemia rolna) została 8 lipca 1997. Jest recenzentem i promotorem czterech prac doktorskich i habilitacyjnych.
Należała do kadry Katedry Chemii Rolnej i Ochrony Środowiska przy Wydziale Kształtowania Środowiska i Rolnictwa UWM. Jest członkiem olsztyńskiego oddziału Polskiego Towarzystwo Magnezologiczne (PTMag) im. prof. Juliana Aleksandrowicza z siedzibą w Warszawie. Od 1999 do 2017 roku była redaktorem naczelnym kwartalnika Journal of Elementology wydawanego przez PTMag. Należy do Polskiego Towarzystwa Łubinowego (PTŁ); w latach 1995/97 była jego sekretarzem.
W kwietniu 2010 przyznano jej „Złoty Laur Uniwersytetu Warmińsko-Mazurskiego”. W czerwcu 2015 otrzymała Odznakę „Zasłużony dla Uniwersytetu Warmińsko-Mazurskiego”.